# Amlwch
Amlwch (pronunciado [ˈamlʊχ] en galés) es la localidad más septentrional de Gales, Reino Unido. Es conocida por su patrimonio industrial.

## Localización y accesos
Se encuentra en el noreste de la Isla de Anglesey, frente a la costa de Gales del Norte y la carretera A5025.

## Etimología
El significado de Amlwch, a partir de su traducción al inglés, es alrededor del polvo.
De acuerdo con la leyenda, en la Edad Media, la localidad se situaba en un lugar que poseía un puerto pero no era visible desde el mar, lo que contribuía en la reducción de la posibilidad de los ataques vikingos.

## Historia
Creció en el siglo XVIII alrededor de lo que entonces era la mayor mina de cobre del mundo, en la cercanía de la Montaña Parys. Para finales del siglo, Amlwch tenía una población de alrededor de 10.000 personas y era la segunda mayor ciudad de Gales después de Merthyr Tydfil. Fue entonces cuando su puerto también se extendió para permitir a los barcos transportar el mineral. Actualmente es el cuarto mayor asentamiento en la isla con 3.438 habitantes.
Cuando la minería del cobre comenzó a declinar a mediados del siglo XIX, la construcción de barcos se convirtió en la principal industria, involucrándose asimismo mucha gente en la reparación de barcos y en otras industrias marinas. Incluso después del declive de la minería del cobre, algunas industrias químicas permanecieron, y en 1953 se construyó una planta química de extracción de bromo del agua de mar (para el uso en los motores a petróleo), pero se cerró en 2004. El inminente cierre de la cercana central nuclear de Wylfa tendrá un efecto futuro perjudicial en la economía local.

## Hostelería
En el cénit de la minería del cobre, se cree que Amlwch ostentó un récord de bares en proporción con la población, habiendo uno por cada 4 personas. Hoy en día la proporción no se sitúa para nada cerca del récord pero se pueden encontrar pubs como el King's Head, el Queen's Head, the Marilers, the Dinorben Arms Hotel and the Market Tavern en la localidad. De igual forma se pueden encontrar el Liverpool Arms y Adelphi Vaults en el área del puerto.
También tuvo una estación que fue la terminal norte de la Estación Ferroviaria Central de Anglesey que se inauguró entre 1864 y 1993.

## Equipamientos
- Cuenta con un instituto de educación secundaria: Ysgol Syr Thomas Jones.
- La localidad también tiene un equipo de fútbol: Amlwch Town F.C.. Juegan en la Liga Alianza Galesa.

## Personajes destacados
Nacidos en Amlwch:
- Andy Whitfield, actor (1972-2011).
- Ian Fraser Kilmister, Lemmy, vocalista y fundador de Motörhead.